# Maritieme handelsstad Liverpool
Maritieme handelsstad Liverpool is een deel van Liverpool dat in 2004 door UNESCO was aangewezen als Werelderfgoed. In 2021 is  besloten het gebied van de werelderfgoedlijst te schrappen. Het gebied bestond uit zes delen, waaronder het Albert Dock, Stanley Dock, Pier Head en het gebied rond de William Brown Street. 
UNESCO ontving Liverpools verzoek tot toelating tot de Werelderfgoedlijst in september 2003, waarop de organisatie leden van de ICOMOS naar de Britse stad zond. In maart 2004 rapporteerden zij dat ze de aangewezen gebieden geschikt bevonden. Het gebied werd ingeschreven tijdens de 28ste sessie van de Commissie van Werelderfgoed in Suzhou, China. Volgens de commissie voldeed Liverpool aan criteria ii, iii, iv. Het gebied was een "superieur voorbeeld van een haven ten tijde van de Britse wereldoverheersing".
Sinds 2012 stond de site op de lijst van bedreigd werelderfgoed omwille van de voorgestelde aanleg van Liverpool Waters, een grote sanering van het havenkwartier ten noorden van het stadscentrum. Daarbij kwamen de bouwplannen voor een nieuw voetbalstadion voor de club Everton FC.
In 2021 besloot een commissie van Unesco de site te schrappen van de werelderfgoedlijst omdat de ontwikkelingen van het gebied, die haar "authenticiteit en integriteit" zouden schaden, inmiddels "onomkeerbaar" zouden zijn.